# Merrion Square
Merrion Square (in irlandese Cearnóg Mhuirfean) è una celebre piazza di Dublino, in Irlanda.

## Storia
Il nome venne dato nel 1762 e i lavori furono completati all'inizio del XIX secolo. A tutt'oggi la piazza è considerata una dei più bei esempi di architettura georgiana della città. Fino a circa 50 anni fa gli edifici nei dintorni della piazza erano residenziali, ma oggi si tratta per la maggior parte di uffici. Alcune case riportano comunque delle targhe commemorative con delle informazioni riguardanti i precedenti illustri residenti.

## Luoghi turistici
Fra i luoghi da visitare nelle vicinanze il Museo nazionale d'Irlanda, la Galleria nazionale d'Irlanda, la sede della Croce Rossa irlandese, la Biblioteca Centrale cattolica, la Leinster House (sede dell'Oireachtas, il parlamento nazionale, l'Archivio di Musica Tradizionale Irlandese e l'Irish Georgian Society. Si ritrova anche un grande parco, chiamato Archbishop Ryan Park.

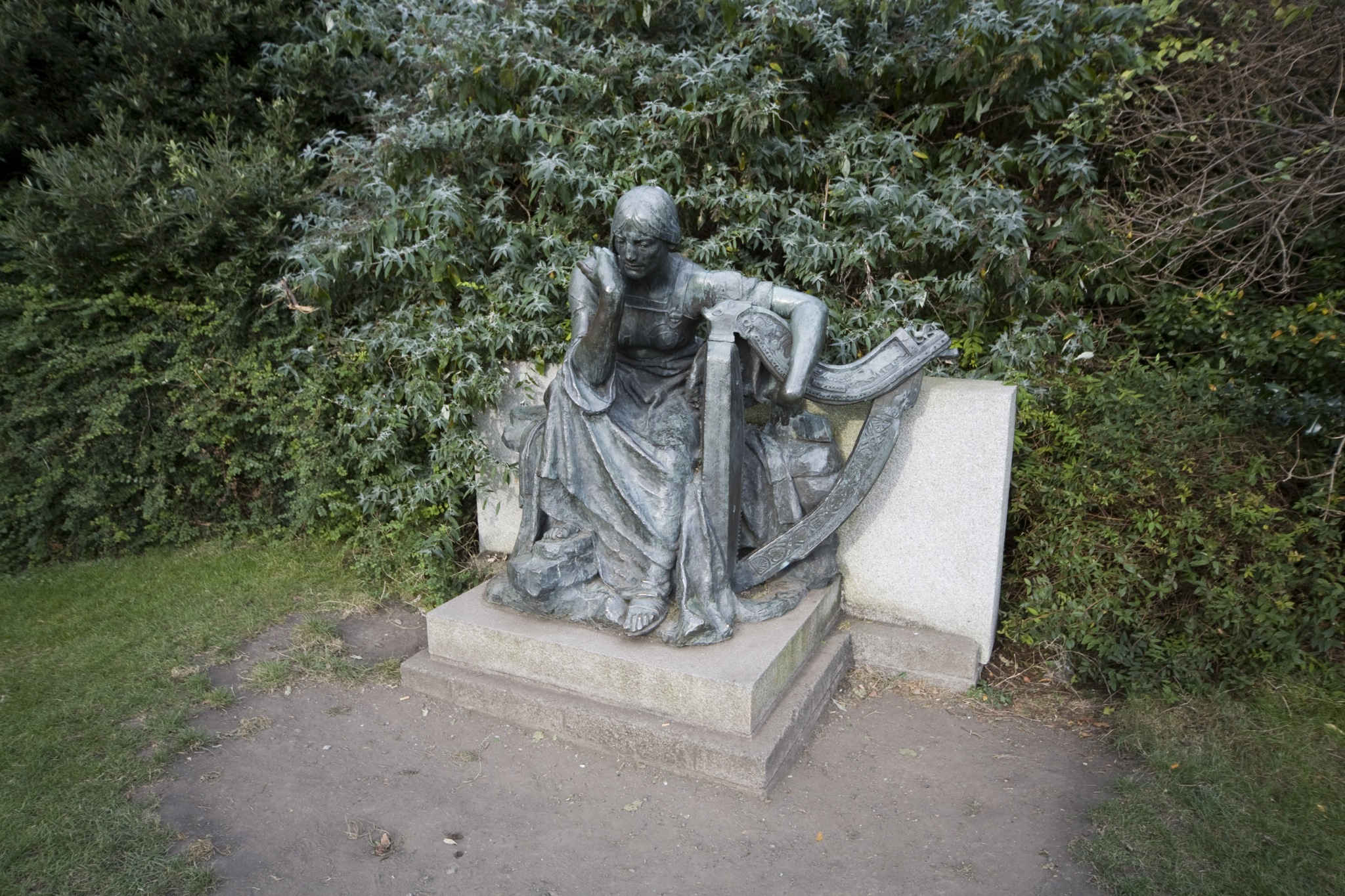
Éire, una delle varie statue del parco

## Personaggi noti
Fra i vari personaggi che hanno abitato in questa piazza, Oscar Wilde (abitava al numero 1 dal 1855 al 1876), William Butler Yeats (che abitava al numero 82) e Daniel O'Connell (al numero 58). Vanno ricordati inoltre l'artista George William Russell e lo scrittore Sheridan Le Fanu.